# Mikhailo Verbitski
Mikhailo Mikhàilovitx Verbitski (ucraïnès: Михайло Михайлович Вербицький - nascut el 4 de març del 1815 a Jawornik Ruski, Imperi Rus (ara Polònia) - mort el 7 de desembre de 1870 a Mlyny) va ser un sacerdot greco-catòlic ucraïnès i compositor. És considerat com un dels primers compositors professionals ucraïnesos de Halytxynà. Verbystky és conegut per haver compost una melodia alternativa a la cançó Sxe ne vmerla Ukraïna (la glòria d'Ucraïna no ha mort), que més tard es va convertir en l'himne nacional d'Ucraïna. De vegades el seu nom, per influència del rus o del polonès, es pot trobar escrit Mikhaïl o Michał respectivament.

## Biografia
Verbitski va néixer al Nadsyannya. Les fonts sovint difereixen pel que fa a la ubicació exacta del seu naixement. Va néixer però a Jawornik Ruski i fou batejat a 8 km d'Ulucz (el lloc de l'antiga església de fusta a Polònia on el seu pare era el sacerdot local. Tots dos estan ara a la Subcarpàcia, Polònia.)
Verbitski com nascut en la família d'un sacerdot. Es va quedar orfe a l'edat de 10, i va ser criat pel germà del seu pare, el bisbe Ivan Snihurski, a partir de llavors. Snihurski es va endur Mikhailo a viure amb ell a Przemyśl, on el seu oncle era molt actiu: va fundar la primera impremta en llengua ucraïnesa de la ciutat, va publicar compilacions de folklore i llibres de text sobre la llengua ucraïnesa. El 1818, Snihurski fins i tot va fundar una institut d'ensenyament de dyaks a la ciutat, i deu anys més tard, un cor de catedral i un conservatori de música Verbitski es va situar per tant, en un entorn molt actiu i creatiu.
En 1833, Verbitski va entrar al Seminari Teològic a Lviv. Aquí es va convertir en un home seriosament compromès amb la música, i va aprendre a tocar la guitarra, que es va convertir en el seu instrument musical preferit. Amb el temps es va escriure un llibre de text on ensenyava a tocar la guitarra i va escriure obres per a l'instrument. A causa de problemes financers, en dues ocasions va haver d'abandonar el Seminari, però finalment es va graduar i es va convertir en un sacerdot.

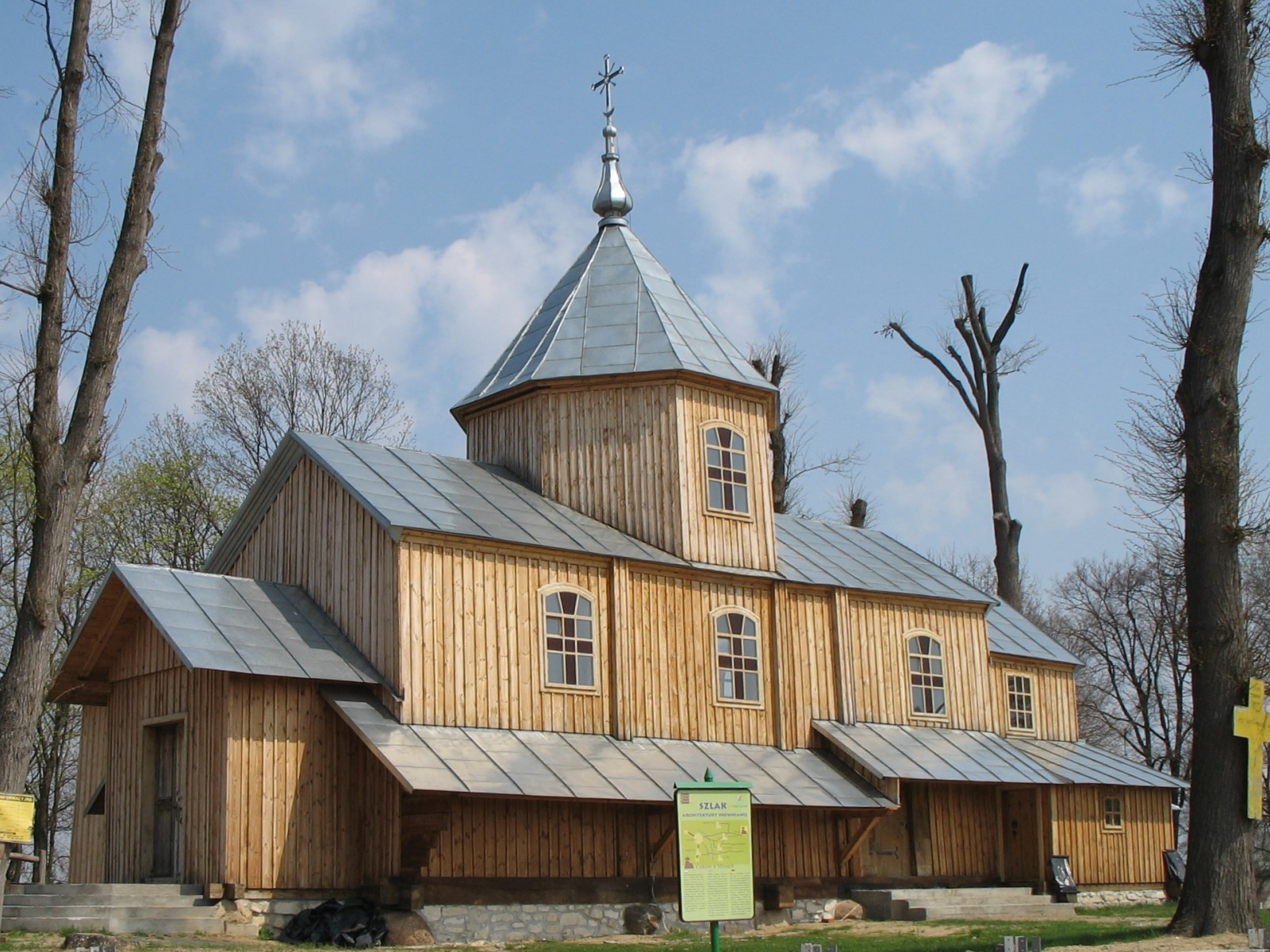
L'església al poble de Mlyny, on Verbitski va passar gran part de la seva vida

En 1852 Verbitski va rebre una parròquia al poble de Mlyny del Comtat de Yavorskiy, on hauria de viure i treballar per la resta de la seva vida. Com a sacerdot va escriure composicions litúrguiques, que encara sonen a la regió de Halytxynà. Alguns d'aquests inclouen "Єдинородний Сине" (Oh Fill Unigènit), "Святий Боже" (Oh Sant Déu), "Алилуя" (Al·leluia), "Отче наш" (L'Oració del Senyor), i" Хваліте Господа з небес" (Lloat sigui el Senyor del cel).

## Música
Com a compositor, va ajudar a establir les bases per al desenvolupament de la música ucraïnesa moderna. Les seves obres són formalment sofisticat, estròfica sovint, i en general en la manera menor, però les seves obres per a l'escena (en particular простачка («El babau»), 1870), són representatius d'un gènere de folklore popular, que era melòdicament fluid, cantable pictòric i evocador emocionalment. La seva escriptura instrumental no s'estén molt més enllà del simple desenvolupament de cançons populars. No obstant això, va compondre 12 anomenades simfonies (en realitat obertures), la sisena de les quals serví de base a Stanyslav Lyudkévytx per a una peça orquestral i un trio de piano. També va compondre заповіт ('Testament', 1868), un arranjament d'un poema de Xevtxenko per a solo de baix, doble cor i orquestra, l'opereta подґоріане, que va ser posada en escena a Lemberg (ara L'viv, 1864), i nombroses obres corals sagrades i seculars i cançons. És força més conegut com el compositor de l'himne nacional ucraïnès Sxe ne vmerla Ukraïna ("Ucraïna no ha mort»), que el 1917 va ser adoptat pel nou govern de la República Popular d'Ucraïna.

### Composicions
El musicòleg Uliana Petrus ha elaborat una llista de 133 composicions conegudes de M. Verbitski. Aquests inclouen:
- Obres corals seculars a gran escala - 30
- Obres corals sacres - 37
- Conjunts vocals
- Cançons d'art -10
- Arranjaments de cançons populars - 10
- Obres orquestrals - 18 obres, entre elles 9 simfonies
- Obres de cambra
- 15 obres per a diversos instruments
- Música per a 12 obres escèniques

## Commemoració
El 2005 es va inaugurar la capella-panteó sobre la tomba de Mikhailo Verbitski per commemorar el 140è aniversari de l'himne nacional ucraïnès i el 190è aniversari del seu compositor.